# Луняков, Григорий Евгеньевич
Григорий Евгеньевич Луняков (7 января 1955, Башкирская АССР, РСФСР — 7 октября 1990, Манаслу, Непал) — советский казахстанский альпинист. Заслуженный мастер спорта СССР (1989). Трижды «Снежный барс». Восходитель на все четыре вершины Канченджанги (1989) и Эверест (1990) в Гималаях.

## Биография
Начал заниматься альпинизмом в 1969 в секции Казахского государственного университета, затем перешёл в спортивный клуб армии в Алма-Ате. Мастер спорта по альпинизму с 1980 года.
Окончил Школу по подготовке инструкторов альпинизма Казахского спорткомитета. С 1983 включился в работу по горной подготовке бойцов и офицеров армии, постоянно работая в альплагере САВО.
Будучи кандидатом в мастера спорта по скалолазанию, активно участвовал в соревнованиях по скалолазанию различных рангов.
Сделал вклад и в промышленный альпинизм, работал в бригаде альпинистов, которая обеспечивала безопасность рабочих при строительстве селезащитной плотины в урочище Медео близ Алма-Аты.
Прошёл ряд сложных стенных и высотных маршрутов, был неоднократным чемпионом СССР по альпинизму.
Трижды «Снежный барс», впервые в 1984 году и первым в истории дважды за один сезон 1990 года 
За 10 лет совершил 24 восхождения на 7-тысячники: пик Ленина — 8, пик Коммунизма — 6, Пик Корженевской — 4, пик Победы — 3, пик Хан-Тенгри — 3.
Основные достижения:
- 1979 — пик Россия (хр. Академии Наук) по бастиону Ю-В ст., пп, 6 к/тр., 1 место на чемп. СССР;
- 1980 — пик Коммунизма по контрфорсу Ю-З склона и Ю ст., 6 к/тр., пп, 1-е место;
- 1982 — готовился к участию в составе 1-й гималайской экспедиции, однако врачи института медико-биологических исследований СССР отстранили его;
- 1983 — пик ТГУ, 6183 м (Шахдаринский хр.), 2-е место; Зиндон (Зеравшанский хр.) по С ст., 1-е место в чемпионате ВС СССР;
- 1984 — пик Победы по С ст. Восточной вершины, 1-е место;
- 1985 — пик Кызыл-Аскер (хребет Кокшаал-Тоо) по С-З ст., 6 к/тр., пп (рук. Казбек Валиев);
- 1986 — пик Хан-Тенгри с ледн. Южный Инылчек 6Б к/тр., пик Коммунизма зимой;
- 1987 — пик Коммунизма по лев. Ю-В контрфорсу, пп;
- 1988 — траверс 6Б к/тр.: пик Важа-Пшавела — пик Победы — пик Военных Топографов (в группе Казбека Валиева)
- 1989 — был в составе советской экспедиции «Канченджанга-89». 16 апреля поднялся на Главную вершину Канченджанги (8586 м) без кислородной маски; 1 и 2 мая участвовал в траверсе всех четырёх вершин массива (в группе В. Елагина в составе З. Халитов, Г. Луняков, В. Коротеев, В. Балыбердин). 1 мая за один день прошли три вершины: Южную (8491 м), Среднюю (8478 м) и Главную. На Западной вершине (8505 м) были 2 мая, причём на Южную вершину Луняков поднялся тоже без кислорода. За эти восхождения в числе других восходителей был отмечен званиями МСМК, ЗМС и орденом «За личное мужество».
- 1990 — траверс пик Победы — Хан-Тенгри за 15 дней (рук. В. Хрищатый), 1-е место в классе траверсов.
  - Весной 1990 года участвовал в международной (КНР, СССР, США) экспедиции на Эверест с севера, с китайской стороны. Everest Peace Climb («Восхождение Мира на Эверест») было приурочено к двум событиям 1990 года: Играм доброй воли в Сиэтле и 20-й годовщине Дня Земли.

Луняков поднялся на Эверест 7 мая в первой интернациональной группе. Проявил себя на этом восхождении человеком незаурядным, способным и на самоотверженные и на неожиданные поступки: именно он поднял на вершину шкатулку с землей кургана Славы из Белоруссии и именно он нарушил распоряжение начальника экспедиции Джима Уиттакера и условия спонсоров совместной экспедиции (одновременное восхождение на вершину альпинистов трёх стран) — их связка с ленинградцем Сергеем Арсентьевым шла на вершину без кислорода и на час отстала от китайской и американской двоек, едва не сорвав громкий проект.

## Гибель
Погиб 6 октября 1990 года при восхождении казахстанской экспедиции на гималайский восьмитысячник Манаслу (8163 м). Связка Халитов — Луняков — Галиев сорвалась со скал при обработке маршрута: на высоте 7200 м сорвался М. Галиев и сдёрнул своих товарищей по связке Г. Лунякова и 3. Халитова.
Через некоторое время к этому месту сбоку подошла украинская команда. По утверждению известного киевского альпиниста Игоря Чаплинского казахстанская команда шла «в лоб» и не могла видеть того, что увидели украинцы: скалы имеют вогнутую форму с отрицательным градусом и порода камня такова, что невозможно организовать надежную страховку.